# Entephria contestata
Entephria contestata är en fjärilsart som beskrevs av Vorbrodt och M R 1913. Entephria contestata ingår i släktet Entephria och familjen mätare. Inga underarter finns listade i Catalogue of Life.